# Amerikatsi
Amerikatsi es una película dramática armenia de 2022 dirigida por Michael A. Goorjian. La película trata sobre un armenio-estadounidense que se repatria a la RSS de Armenia después de la Segunda Guerra Mundial y termina en una prisión soviética. La película se estrenó en el Festival de Cine de Woodstock en 2022, donde ganó el premio a la Mejor Película Narrativa.
Fue seleccionada como la candidata armenia a la mejor película internacional en los Premios Óscar 2024.

## Sinopsis
Amerikatsi trata sobre la esperanza y el arte de sobrevivir en las peores condiciones. Charlie Bakhchinyan, repatriado armenio-estadounidense, es detenido por el absurdo delito de llevar corbata en la Armenia soviética. Solo, en régimen de aislamiento, pronto descubre que desde la ventana de su celda puede ver el interior de un edificio de apartamentos cercano a la prisión. Observando día tras día a la pareja de armenios que vive en el apartamento, Charlie pronto descubre todo aquello por lo que regresó a Armenia.

## Reparto
- Michael A. Goorjian como Charlie
- Hovik Keuchkerian como Tigrán
- Nelli Uvárova como Sona
- Mijaíl Trujín como Dmitri
- Narine Grigorián como Ruzán
- Jean-Pierre Nshanian como el guardián Sargisián

## Estreno
Tiene un 100% de calificaciones positivas en el agregador de reseñas Rotten Tomatoes según 11 reseñas, con una calificación promedio de 7,8/10.